# Stopplaats Sliedrecht Baanhoek
Stopplaats Sliedrecht Baanhoek was een stopplaats in de Nederlandse plaats Sliedrecht, meer bepaald in de buurtschap Baanhoek. De halte werd geopend op 1 juni 1887 en werd op 15 mei 1938 gesloten voor het reizigersverkeer.

## Heropening
In verband met de watersnoodramp in 1953 werd vanaf 5 februari een van biels gemaakte tijdelijke halte aan de oostzijde van de spoordijk in gebruik genomen onder de naam Baanhoek, vanwaar een vervangende busdienst naar Gorinchem werd onderhouden. De treinen uit Dordrecht keerden in Sliedrecht, waar niet kon worden in- en uitgestapt, omdat de toegang naar het station onbereikbaar was.
Ook nadat de doorgaande treindienst op 19 februari 1953 werd hervat, bleef de tijdelijke halte Baanhoek open ter vervanging van station Sliedrecht. Nadat de situatie in Sliedrecht enkele weken later was hersteld, werd de tijdelijke halte gesloten.

## Tweede heropening
In 2011 werd de halte definitief heropend, ditmaals als station Sliedrecht Baanhoek.